# Pedomorfose
Em  biologia do desenvolvimento, pedomorfose é um dos processos evolutivos aceitos atualmente para o surgimento de novas espécies e se refere ao evento no qual uma espécie descendente se reproduz em uma fase morfológica que era juvenil em seus ancestrais. Apenas mais recentemente esse processo de desenvolvimento corporal pôde ser extrapolado e entendido como um poderoso processo de formação de novos planos corporais. Esse avanço no pensamento científico só veio a se formar quando a teoria da recapitulação de Haeckel, baseada na evolução por adição terminal, foi superada.

## Teoria da Recapitulação e Evolução por Adição Terminal
Ernst Haeckel, famoso biólogo alemão, foi quem tornou famosa a ideia da teoria da recapitulação, que diz que "a ontogenia recapitula a filogenia". Esta teoria leva como base de que a evolução dos seres vivos se dá pela alteração e modificação de organismos preexistentes, formando novos organismos. Assim, todos os estágios filogenéticos preexistentes seriam recapitulados ao longo da formação ontogenética do organismo. Podemos citar como exemplo as fendas branquiais presentes na fase embrionária dos mamíferos e presente em outros animais mais basais no grupo de cordados, como os anfioxos. Além disso, a comparação e a semelhança embrionária entre diferentes animais, nos estágios mais precoces do desenvolvimento, seriam comprovações desse fato.

## Pedomorfose: neotenia e progênese
A pedomorfose ocorre quando há um desequilíbrio entre a taxa de desenvolvimento somático (ou seja, uma alteração no desenvolvimento do corpo). Na pedomorfose ocorre uma retenção evolutiva de características juvenis em um organismo considerado adulto. Da mesma forma que novidades evolutivas ou novos estágios podem ir surgindo ao longo dessa sequencia de desenvolvimento, porém quando há uma retenção de características de estágios anteriores (larvais ou juvenis, por exemplo) em individuativos adultos temos um caso de neotenia.
Como exemplo temos as ascídias, animais sésseis pertencentes ao subfilo Urochordata, não é nada parecida com os outros dois subfilos de Chordata (Cephalochordata e Vertebrata). Segundo a teoria, estes dois outros subfilos teriam se originado a partir da neotenia, ou seja, amadurecimento reprodutivo precoce de uma larva de ascídia ancestral (é sabido que, em seu ciclo de vida, as ascídias têm uma fase larval de vida livre, cuja principal função é se dispersar até que alcance um local favorável à sua fixação no substrato e desenvolvimento na forma adulta). Essa larva de ascídia é extremamente parecida com as larvas dos animais vertebrados (aqueles que a possuem) e com os cefalocordados.
O outro processo que pode diminuir o estágio de reprodução de um animal, além da ontogenia, é a progênese, ou seja, o desenvolvimento reprodutivo se acelera, enquanto o desenvolvimento somático permanece constante (indivíduo alcança maturidade sexual antes de atingir um desenvolvimento corporal considerado de adulto, ocorrendo uma maturação precoce das gônadas).
Uma hipótese sobre o desenvolvimento dos seres humanos afirma que nós somos pedomórficos com relação às outras linhagens de macacos, pois, fenotipicamente, mesmo adultos, retemos características presentes apenas nos filhotes de outros macacos (a mais marcante sendo uma mandíbula não tão proeminente quanto a dos adultos dos outros macacos antropoides). Assim, também seríamos neotênicos, pois na verdade tanto o desenvolvimento somático quanto o reprodutivo foram atrasados (já que nossa idade média de maturação sexual, com relação aos outros macacos, é menor).
Em resumo, de acordo com Haeckel, a evolução podia ocorrer apenas de um único modo (a adição terminal de novos estágios de vida ao final da sequencia de desenvolvimento que já existia). Porém, como vimos, novidades evolutivas ou novos estágios podem ir surgindo ao longo dessa sequencia de desenvolvimento, ou então, quando há uma alteração da cronometria dessa sequencia, resultando na pedomorfose.

## Heterocronia
A pedomorfose é, então, a alteração da taxa de desenvolvimento reprodutivo em relação à taxa de desenvolvimento somático, e pode ser encaixada dentro de um conceito maior chamado heterocronia, que é a alteração da cronometria ou taxa de desenvolvimento de uma parte do corpo em relação à outra, levando a alteração morfológicas e somáticas que podem resultar em novas espécies. Essa alteração não precisa ser necessariamente do desenvolvimento somático em relação ao reprodutivo, mas de uma linhagem de células somática a outra ou de uma parte do corpo em relação à outra.
1. ↑  Friedmann, John (1 de fevereiro de 1972). «Desenvolvimento econômico e evolução urbana: análise da evolução econômica de São Paulo, Blumenau, Pôrto Alegre, Belo Horizonte e Recife». Hispanic American Historical Review. 52 (1): 162–163. ISSN 0018-2168. doi:10.1215/00182168-52.1.162
2. ↑  Cleveland P., Hickman JR,;  et al. «Princípios Integrados de Zoologia». Princípios Integrados de Zoologia